# Красне (заказник)
Кра́сне — ботанічний заказник місцевого значення.
Розташований у долині р. Жван, притоки Дністра, на околицях с. Галайківці Могилів-Подільського району Вінницької області. Оголошений відповідно до Рішення 10 сесії 7 скликання Вінницької обласної ради від 22.09.2016 № 197
Заказник знаходиться у долині струмка, що впадає у Жван. Струмок утворює мальовничий каньйон, де на поверхню виходять вапняки, пісковики та глинисті сланці. Виявлено кілька джерел. Добре збереглася лучно-степова рослинність.
У 2005 році науковцями Інституту ботаніки ім. М. Г. Холодного НАН України проводилась науково-дослідна робота зі створення кадастру рідкісних видів рослин Вінницької області і виділення на його основі природних ядер екомережі. Науковці провели флористичне та геоботанічне обстеження долини р. Дністер (Муровано-Куриловецький, Ямпільський, Могилів-Подільський, Чернівецький райони). За результатами обстежень виділені ділянки на території Мурованокуриловецького району перспективні до заповідання, в тому числі заказник «Красне». 
Тут відмічено степові угруповання з переважанням Bothriochloa ischaemum (Bothriochloa ischaemum) та за участю типових для регіону степових рослин: деревій щетинистий (Achillea setacea), костриця валіська (Festuca valesiaca), підмаренник дністровський (Galium tyraicum), кульбаба пізня (Taraxacum serotinum), самосил звичайний (Teucrium chamaedrys), чебрець повзучий (Thymus serpyllum), астрагал еспарцетний (Astragalus onobrychis), нутовий (A.cicer) та борознистий (A.sulcatus). 
Антропогенний вплив призвів до поширення синантропних видів: (Echium vulgare, Elytrigia repens, Matricaria perforata, Falcaria vulgaris, Arctium lappa, Verbascum phlomoides, Cirsium arvense, Tussilago farfara). Відмічено місце зростання трьох регіонально рідкісних видів (Leopoldia tenuiflora, Adonis vernalis, Equisetum telmateia).
З природою заказника можна ознайомитись у передачі «Екосвіт» від 09 липня 2016 р. на ВДТ (ТРК «ВІНТЕРА») у сюжеті про ботанічні заказники «Красне» і «Криничка».

## Галерея

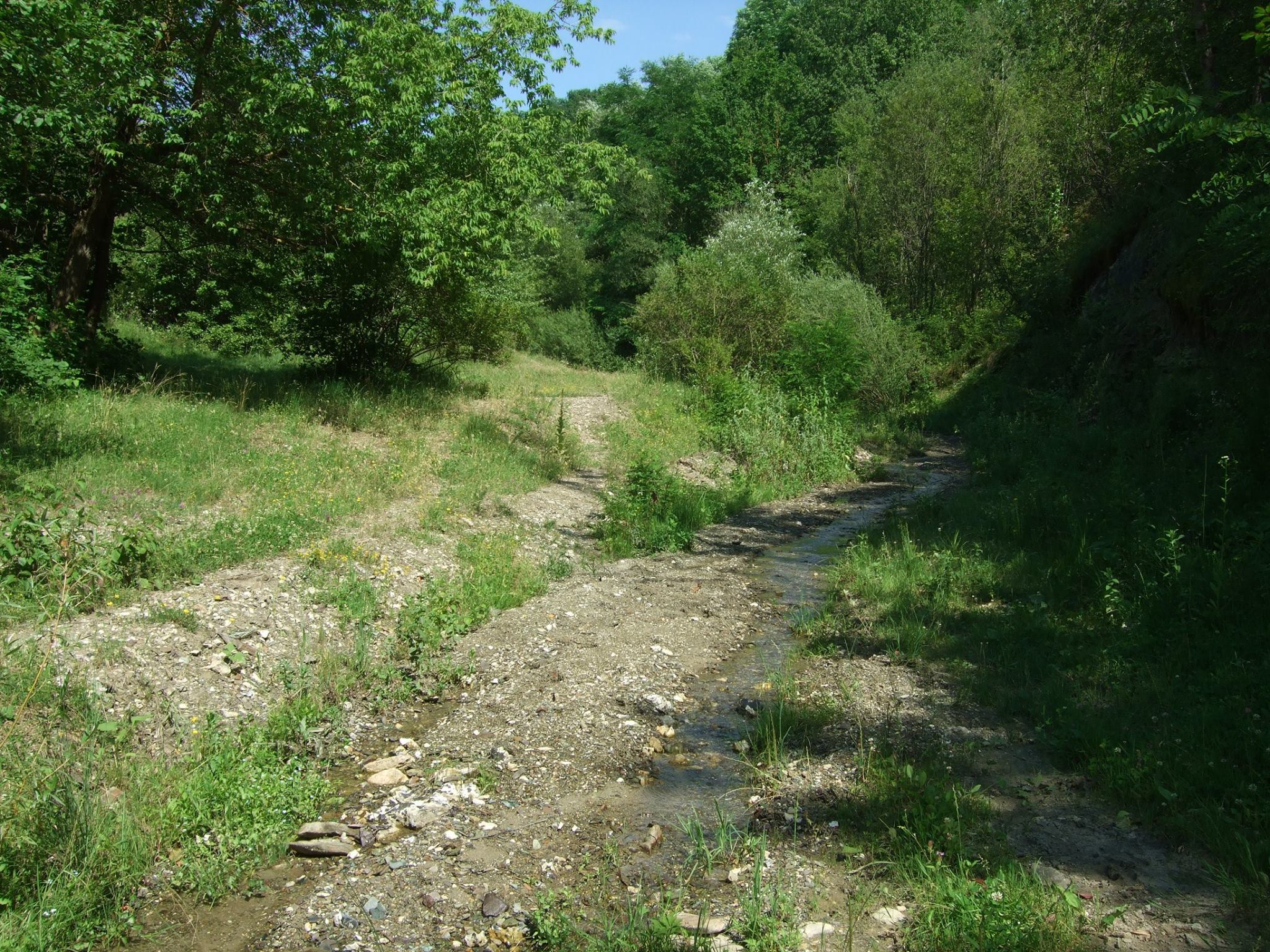
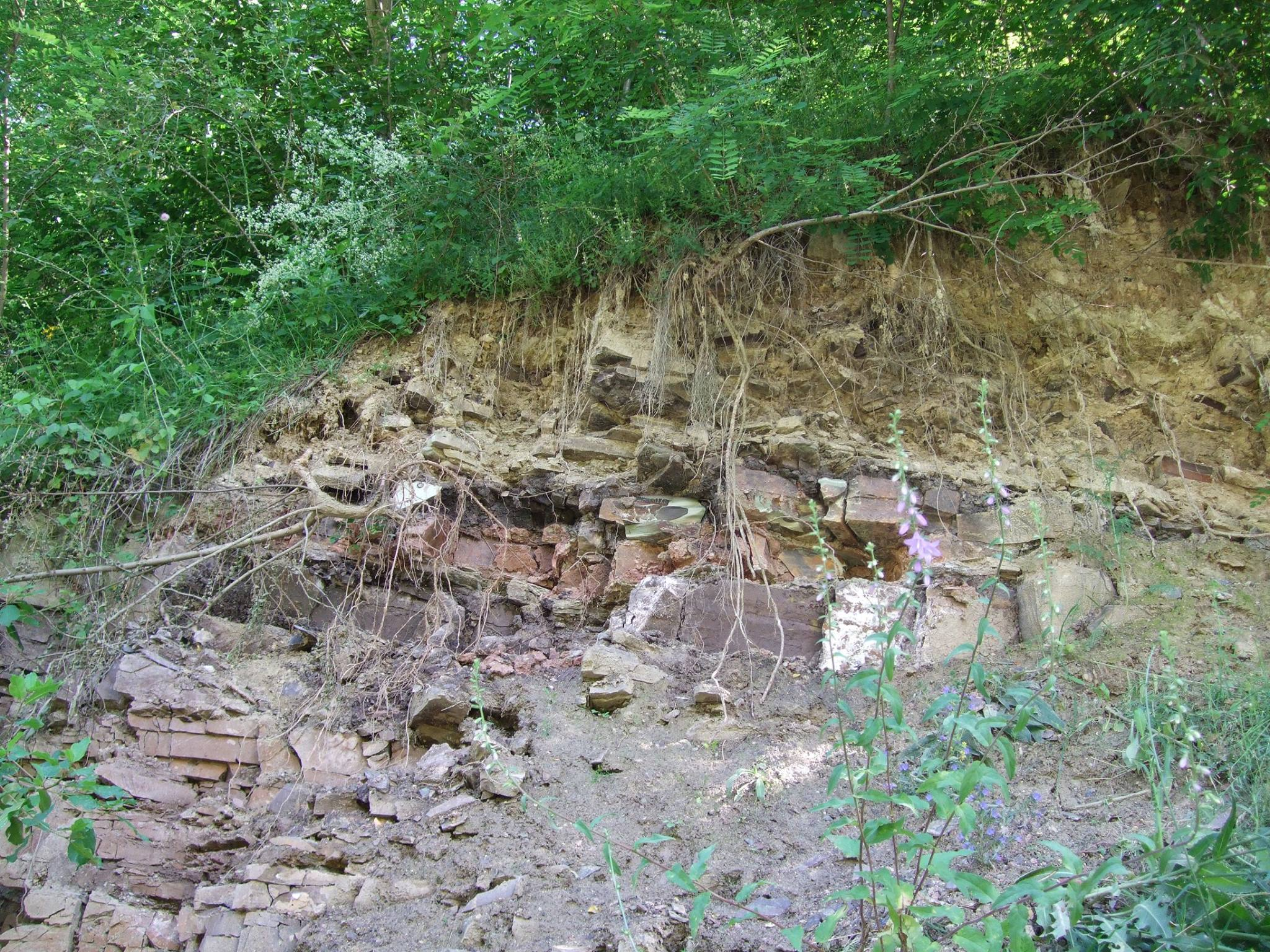
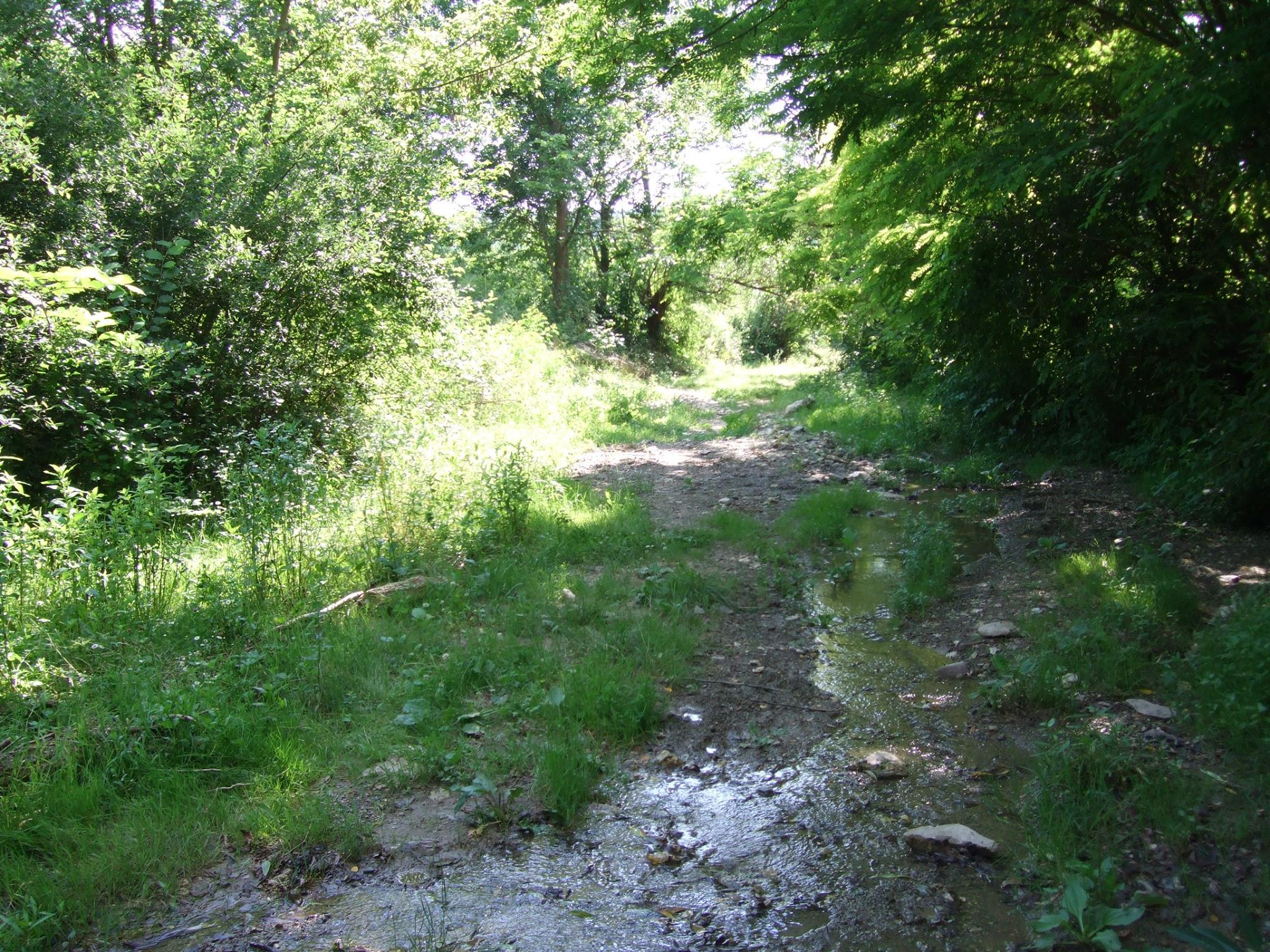
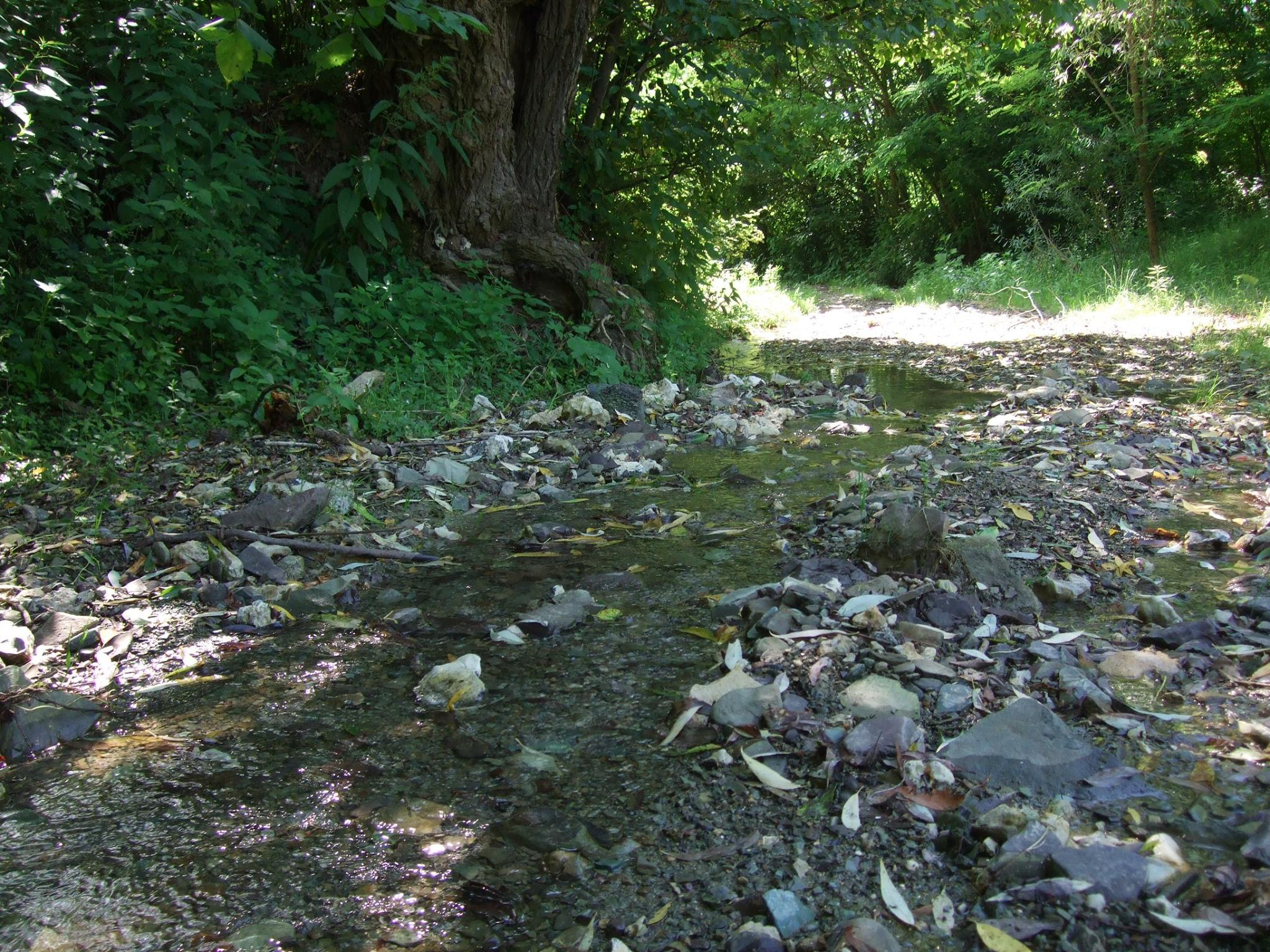
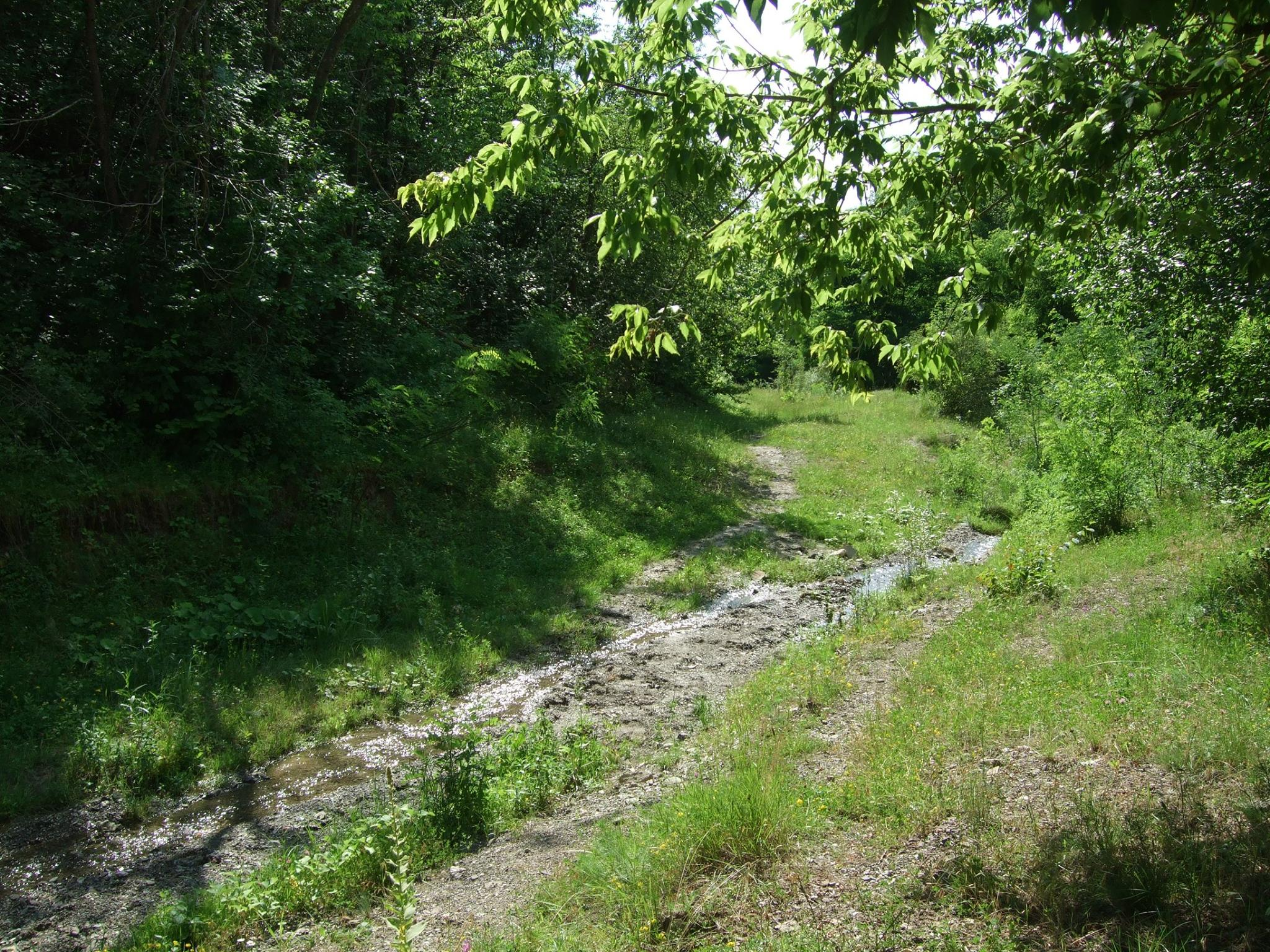